# Acanthodelta sordida
Acanthodelta sordida là một loài bướm đêm trong họ Noctuidae.